# Axente Banciu
Axente Banciu (n. 10 august 1875, Săliște, Sibiu – d. 13 august 1959, Sibiu) a fost un profesor și publicist român, membru de onoare al Academiei Române.

## Viața
După studii liceale la Sibiu și Brașov, a urmat literele la Budapesta, fiind, din 1898, profesor de limba și literatura română și de limba maghiară la gimnaziul român din Brașov.
În 1916, în timpul refugiului, funcționează ca profesor la Liceul „Codreanu" din Bârlad, apoi la licee din Chișinău, revenind în 1918 la Brașov.
Este cooptat membru în Marele Sfat al Țării.
A fost membru de onoare al Sindicatului Presei Române din Transilvania, iar între anii 1926 și 1928, președintele despărțământului Brașov al Asociației Transilvane pentru Literatura Română și Cultura Poporului Român (Astra), când s-a aflat printre inițiatorii înființării Bibliotecii „Dr. Alexandru Bogdan", devenită Biblioteca Județeană „George Barițiu” din Brașov.
În 1948 a fost ales membru al Academiei Române.
A editat, între anii 1929 și 1938, Țara Bârsei, revistă de cultură, și a colaborat și la Transilvania, Gazeta de Transilvania, Societatea de mâine, Familia, Tribuna (Arad), Dreptatea (Brașov), Românul (Arad), Gând românesc.
A tradus masiv din poeziile lui Sándor Petőfi. A semnat și cu pseudonimele S. Tamba și N. Hurlup.
Două sunt în principal laturile scrisului lui Banciu: evocarea unor luptători pentru drepturile românilor transilvăneni - de la unii celebri, ca George Barițiu, Gheorghe Bogdan-Duică, Vasile Goldiș și Alexandru Bogdan până la țărani modești, ca Nicolae Oprea - și cultivarea limbii în cadrul rubricii „Din dicționarul greșelilor noastre de limbă și ortografie", apărută în revista Societatea de mâine.
Portretele și evocările au apărut în volumul „Morții vii” (1938), nota comună surprinsă și reliefată de Banciu în definirea celor despre care scrie fiind dârzenia în apărarea limbii, a tradițiilor și credinței românilor.
Cel mai amplu portret, o micromonografie, este conținut de volumul „Dr. Alexandru Bogdan” (1926), consacrat unui strălucit intelectual transilvănean, în „Disprețuiții «ciobani valahi»” (1944), este evocat curajosul țăran Nicolae Oprea, care, în timpul a trei călătorii întreprinse la Viena, a apărat, cum s-a priceput, ortodoxia în fața oficialilor habsburgici.
În descendența demersului lui Titu Maiorescu din „Limba română în jurnalele din Austria”, Banciu, în lucrarea „Cum vorbim și cum ar trebui să vorbim românește (Ardelenisme și alteisme)” (1913), pune în discuție numeroase cuvinte și expresii nemțești și ungurești improprii limbii române, semnalând multe anomalii în fonetică, morfologie și sintaxă, lexicologie și locuțiuni.

## Operă
- Poezii - Tălmăciri. De Axente Banciu. Brașov (Mureșianu), 1916.[2]
- Suflete uitate. Boghicii, Tipografia „Unirea”, Brașov, 1930
- Primele cărămizi la temelia Academiei Române, Brașov, 1936

## Moștenire
A donat B. C. U. Cluj întreaga arhivă ce cuprinde manuscrise, material documentar, precum și o bogată corespondență cu importanți istorici și oameni de cultură  cum ar fi : Ioan Bianu, Ion Breazu, Onisifor Ghibu, Vasile Goldiș, Ioan Lupaș, Ion Mușlea, Sextil Pușcariu, Nicolae Iorga și mulți alții.